# Alan Acevedo
Alan Sebastián Acevedo Moreira, noto semplicemente come Alan Acevedo (Montevideo, 28 gennaio 2002), è un calciatore uruguaiano, difensore del Fénix.

## Carriera
Cresciuto nel settore giovanile del Rentistas, debutta in prima squadra il 14 agosto 2021 in occasione dell'incontro di Primera División Profesional de Uruguay perso 2-1 contro il Sud América.

## Statistiche

### Presenze e reti nei club
Statistiche aggiornate al 25 ottobre 2021.
| Stagione        | Squadra         | Campionato      | Campionato | Campionato | Coppe nazionali | Coppe nazionali | Coppe nazionali | Coppe continentali | Coppe continentali | Coppe continentali | Altre coppe | Altre coppe | Altre coppe | Totale | Totale |
| Stagione        | Squadra         | Comp            | Pres       | Reti       | Comp            | Pres            | Reti            | Comp               | Pres               | Reti               | Comp        | Pres        | Reti        | Pres   | Reti   |
| --------------- | --------------- | --------------- | ---------- | ---------- | --------------- | --------------- | --------------- | ------------------ | ------------------ | ------------------ | ----------- | ----------- | ----------- | ------ | ------ |
| 2021            | Rentistas       | PD              | 9          | 0          |                 | -               | -               | CL                 | 0                  | 0                  |             | -           | -           | 9      | 0      |
| Totale carriera | Totale carriera | Totale carriera | 9          | 0          |                 | -               | -               |                    | 0                  | 0                  |             | -           | -           | 9      | 0      |